# 發寒南車站
發寒南車站（日语：／ Hassamu-minami eki */?）是一位於日本北海道札幌市西區西町北7丁目，隸屬於札幌市交通局的地下鐵車站。發寒南車站是札幌市營地下鐵東西線的沿線車站之一，車站編號T02。
「發寒」源自阿伊努語的「hacam-pet」，意思是灰椋鳥的河流。

## 車站構造
二十四軒手稻通的下方。地下1樓為大堂、售票機、閘口，地下2樓為1面2線的島式月台。出入口只有2個。月台中央與大堂以升降機連結。與地面升降機位於1號出口附近。

### 月台配置
| 月台 | 路線   | 目的地           |
| ---- | ------ | ---------------- |
| 1    | 東西線 | 大通、新札幌方向 |
| 2    | 東西線 | 宮之澤方向       |

## 相鄰車站
札幌市營地下鐵
 東西線
宮之澤（T01）－發寒南（T02）－琴似（T03）
1. ↑  鉄道ジャーナル (鉄道ジャーナル社). 1999-04, 33 (5): 90. 缺少或|title=为空 (帮助)
2. ↑  北海道庁.  (PDF). 北海道庁.   [2017-08-17]. （原始内容存档 (PDF)于2018-04-17）.